# Comando de Artillería 101
El Comando de Artillería 101 (Cdo A 101) del Ejército Argentino fue un mando dependiente del I Cuerpo de Ejército. Estaba en la guarnición de Junín, provincia de Buenos Aires.

## Historia
Fundado en 1952 en Azul, fue transferido a Junín en 1965, donde permaneció hasta su inactivación en 1990.

### Etapa como Subzona 13
Durante el gobierno de facto autodenominado «Proceso de Reorganización Nacional» (1976-1983), el Cdo A 101 condujo la Subzona 13 (de la Zona 1). Ésta subzona estaba constituida por las Áreas 131, 132 y 133, dirigidas respectivamente por el Grupo de Artillería 101, el Batallón de Ingenieros de Combate 101 y la Batería de Adquisición de Blancos para Apoyo de Combate 101. Uno de los centros clandestinos de detención de la zona fue la Brigada de Investigaciones de San Nicolás (en el Área 132).